# Master of Laws
Master of Laws (afkorting: LLM of LL.M., Latijn: Legum Magister, vertaling: meester in de rechten) is een graad in het bachelor-masterstelsel. De graad met toevoeging of Laws wordt hier gebruikt om aan te geven dat de drager ervan aan een opleidingsinstituut een eenjarige of tweejarige initiële masteropleiding heeft afgerond in de rechtsgeleerdheid. De dubbele 'L' is een afkorting van het Latijnse meervoud legum ("van de wetten"; Lat. lex, "wet").
Deze masteropleiding kan worden gevolgd na afronding van een driejarige universitaire bacheloropleiding, die leidt tot de graad Bachelor of Laws (LLB), of het behalen van de vierjarige opleiding rechtsgeleerdheid in het Hoger beroepsonderwijs. Voor toegang tot de Masteropleiding na het behalen van een HBO Bachelorgraad moet doorgaans een pre-masteropleiding worden afgerond.
De graad Master of Laws wordt internationaal erkend en is de opvolger van de Nederlandse titel meester in de rechten (mr.) zoals die gevoerd werd in het doctoraal-stelsel, voordat het bachelor-master stelsel werd ingevoerd. In België is de graad vergelijkbaar met de voormalige Belgische titel licentiaat (lic.) in de rechten. Wegens de invoering van de bachelor-masterstructuur zal de vertrouwde titel mr. wellicht steeds meer vervangen worden door de academische graad Master of Laws (LLM), die ook in het buitenland gangbaar is.
In de praktijk blijkt dat de graad Master of Laws nog weinig bekendheid geniet in Vlaanderen en Nederland. Dit betekent dat veel juristen aan wie de graad van Master of Laws (LLM) is toegekend, veelal toch de mr.-titel voeren. In het buitenland houden ze doorgaans de vermelding van de graad 'LLM' aan.
De graad LL.M of LLM wordt achter de achternaam geschreven, terwijl de titel mr. vóór de naam wordt geschreven. 
Net als voor andere graden in het hoger beroepsonderwijs inmiddels het geval is, mogen bepaalde masteropleidingen in het hoger beroepsonderwijs de graad LLM ook verlenen. Dit betreft een beperkt aantal masteropleidingen en kan alleen na accreditatie van de opleiding door de NVAO.